# Кузин, Алексей Николаевич
Алексей Николаевич Кузин (1923—1982) — младший лейтенант Рабоче-крестьянской Красной Армии, участник Великой Отечественной войны, Герой Советского Союза (1943).

## Биография
Родился 23 марта 1923 года в деревне Трошна Козельского уезда Калужской губернии). Трудовую деятельность начал в 1941 году работником узла связи в городе Боровск.
В 1942 году был призван в армию. Осенью 1943 года войска 1-го Украинского фронта начали форсирование Днепра и освобождение Правобережной Украины. Был участником боёв на Днепре и освобождения Киева.
Советские войска вышли к Днепру в районе Киево-Печерской лавры. Командир стрелкового взвода 529-го стрелкового полка 163-й Ромнинской стрелковой дивизии младший лейтенант Кузин получил приказ: переправиться на правый берег Днепра, закрепиться там и обеспечить успешную переправу своего батальона и полка. Противник вёл бешеный огонь. Уточнив место переправы, А. Н. Кузин возвратился в своё подразделение и познакомил солдат с полученным заданием, подчеркнув всю сложность и опасность предстоящей операции.
В ночь на 1 октября взвод Кузина начал переправу с большой осторожностью. Переправлялись группами. Это удалось сделать благополучно. Но на рассвете десантники были обнаружены противником, и по ним был открыт огонь из пулемётов и миномётов. Положение взвода было сложным: он оказался на открытой местности. На помощь пришли артиллеристы, поддержавшие их сильным огнём. Взвод прочно закрепился на завоёванном плацдарме. Противник предпринял ряд ожесточённых атак, но все они разбивались о стойкость наших воинов. Командир взвода Алексей Кузин личным примером, смелостью и отвагой постоянно воодушевлял своих бойцов. Во время одной из наиболее ожесточённых атак противника он первым поднялся в решительную контратаку и с возгласом: «Ура! За Киев, вперёд!» — увлёк за собой весь взвод. Противник был вынужден оставить вторую линию своих траншей. В этих боях Алексей Кузин лично уничтожил более 25 фашистов. Расширив и удержав плацдарм, взвод младшего лейтенанта Кузина обеспечил возможность переправы батальона и полка дивизии.
За героическое выполнение боевого задания младший лейтенант Кузин Алексей Николаевич указом Президиума Верховного Совета СССР от 29 октября 1943 года был удостоен звания Героя Советского Союза. В боях за Киев был тяжело ранен и после госпиталя в апреле 1944 года демобилизован и приехал работать в городе Боровск.
В 1952 году вступил в ряды КПСС, работал заведующим РайФО, окончил сельскохозяйственный техникум, затем Московский финансовый институт (заочно). На протяжении многих лет избирался депутатом Райсовета, членом райкома КПСС, председателем ревизионной комиссии райкома КПСС, председателем избирательных комиссий по выборам в Советы.
Умер 8 февраля 1982 года, похоронен в Боровске.